# Microtendipes anticus
Microtendipes anticus är en tvåvingeart som först beskrevs av Walker 1848.  Microtendipes anticus ingår i släktet Microtendipes och familjen fjädermyggor. Inga underarter finns listade i Catalogue of Life.